# Thanh Sơn Hồ
Thanh Sơn Hồ (tiếng Trung: 青山湖区, Hán Việt: Thanh Sơn Hồ khu) là một quận của địa cấp thị Nam Xương (南昌市), tỉnh Giang Tây, Cộng hòa Nhân dân Trung Hoa. Quận này có diện tích 220 km2, dân số năm 2004 là 672.000 người. 

## Hành chính
Thanh Sơn Hồ được chia ra làm 9 đơn vị hành chính cấp hương, gồm 4 nhai đạo và 5 trấn. Ngoài ra quận này còn quản lí 4 đơn vị tương đương cấp hương khác
- Nhai đạo: Thanh Sơn Lộ (青山路街道), Thượng Hải Lộ (上海路街道), Nam Cương (南钢街道), Trạm Đông (站东街道)
- Trấn: Kinh Đông (京东镇), La Gia (罗家镇), Hồ Phường (湖坊镇), Đường Sơn (塘山镇), Giao Kiều (蛟桥镇)

Đơn vị ngang cấp hương khác
- 江西青山湖高新技术产业园区
- Quản lí xứ: Bạch Thủy Hồ (白水湖管理处), Quan Sơn (冠山管理处), Ngải Khê Hồ (艾溪湖管理处)